# Molophilus trispinosus
Molophilus trispinosus är en tvåvingeart som beskrevs av Günther Theischinger 1992. Molophilus trispinosus ingår i släktet Molophilus och familjen småharkrankar. Inga underarter finns listade i Catalogue of Life.